# Monographella nivalis
Espèce
Monographella nivalis est une espèce de champignons ascomycètes de l'ordre des Xylariales. Elle est responsable d'une pourriture de la végétation, appelée « moisissure des neiges », qui affecte celle-ci quand elle reste trop longtemps recouverte d'une couche de neige. Monographella nivalis var. nivalis ne fait pas partie du genre Fusarium, mais ce champignon provoque une maladie évoquant la fusariose sur les épis de blé, raison pour laquelle il est souvent confondu avec les Fusarium.

## Classification

### Synonymes
Synonymes homotypiques : 
- Calonectria nivalis Schaffnit, 1913 (basionyme)[1]
- Griphosphaeria nivalis (Schaffnit) E. Müll. & Arx, 1955[1]
- Micronectriella nivalis (Schaffnit) C. Booth, 1971[1]
- Monographella nivalis var. nivalis (autonyme)[1]

Synonyme hétérotypique : 
- Nectria graminicola Berk. & Broome, 1859[1]

Autres synonymes : 
- Fusarium nivale Ces. ex Berl. & Voglino 1886[2]
- Microdochium nivale (Fr.) Samuels & I.C. Hallett 1983[3]

### Liste des variétés
Selon NCBI (27 octobre 2013) :
- variété Monographella nivalis var. nivalis

Selon MycoBank (27 octobre 2013) : 
- variété Monographella nivalis var. nivalis
- variété Monographella nivalis var. neglecta